# Mike Wheeler (Stranger Things)
Michael «Mike» Wheeler es un personaje ficticio de la serie de terror de ciencia ficción de Netflix Stranger Things. Creado por los Hermanos Duffer, es uno de los personajes centrales de la serie, actuando como líder del grupo principal de niños. Mike es interpretado por Finn Wolfhard.

## Casting y concepto
Originalmente, el personaje de Mike estaba destinado a parecerse más a "un hombre heterosexual", un típico chico estadounidense en la cúspide de la adolescencia que tenía un ferviente deseo de aventuras escapistas. Sin embargo, después de que Finn Wolfhard fuera elegido como Mike, los hermanos Duffer buscaron reajustar a Mike incorporando el carisma de Wolfhard y ganando optimismo en el personaje. 
Los Duffer compararon cómo Finn era "menos cliché" y más "inquieto" en comparación con cómo imaginaron a Mike y ajustaron el personaje, dándole más un papel de liderazgo. Al final, el personaje de Mike se volvió más divertido. En el plan original, Mike también tenía una marca de nacimiento en la mejilla, pero los Duffers decidieron quitársela porque pensaban que era mejor que fuera natural. 
Noah Schnapp originalmente audicionó para interpretar a Mike en el programa, que finalmente quedó en manos de Wolfhard.Debido a una enfermedad, Wolfhard tuvo que filmar toda la cinta de audición para Stranger Things desde su cama. Los Duffers vieron un gran potencial en su actuación y lo invitaron a una prueba de pantalla a mediados de 2015.  Mike fue diseñado por los creadores de la serie Matt y Ross Duffer, para ser un personaje principal prototípico de los años 80 que es leal y enérgico, a la vez que es inocente debido a su corta edad. Su progresión a través del programa establece un arco donde transita de la niñez a la adolescencia que también es similar a otros programas de televisión y películas de los 80 que los hermanos Duffer usaron como inspiración para la serie.

## Biografía del personaje ficticio

### Temporada 1
Mike es el segundo hijo del matrimonio entre Karen y Ted Wheeler y tiene 2 hermanas: Nancy, la mayor y Holly, la menor. Al comienzo de la serie, Mike está jugando Dungeons & Dragons con sus mejores amigos, Dustin Henderson (Gaten Matarazzo), Lucas Sinclair (Caleb McLaughlin) y Will Byers (Noah Schnapp) el 6 de noviembre de 1983. Esa noche, Will desaparece misteriosamente. Al día siguiente, buscando a su amigo, Mike, Dustin y Lucas encuentran en el bosque a una chica con la cabeza rapada llamada Once (Millie Bobby Brown). La llevan de regreso a la casa de Mike y la esconden en su sótano donde descubren que posee poderes telequinéticos y que está siendo perseguida por la gente del Laboratorio del pueblo ya que escapó del lugar. Más tarde, creyendo que Once sabe dónde está Will, los chicos le piden que los lleve hasta él. Once los lleva a la casa de Will, para su frustración. Desde allí, siguen a los vehículos de emergencia hasta una cantera, justo cuando aparentemente se encuentra el cadáver de Will. 
Mike se siente traicionado por Once hasta que ella demuestra que Will todavía está vivo, canalizando su voz a través de su walkie-talkie; después del funeral de Will y con algunas pistas que Once les ha dado, los niños le preguntan a su maestro de ciencias, el Sr. Clarke, sobre dimensiones alternativas y determinan que una puerta a otra dimensión tendría un fuerte campo electromagnético, y pueden usar una brújula para encontrarlo, a este lugar lo llaman el "Upside Down". Eventualmente descubren que Once estaba manipulando la brújula para evitar que fueran al laboratorio, generando un desacuerdo que lleva a un quiebre momentáneo entre los amigos, aunque Once reaparece para salvarlo de 2 niños que lo han acosado.
En medio de esto, comienza a generar un vínculo especial con Once, llamándola El (Ce, en español) y lentamente enamorándose de ella. El grupo vuelve a unirse y con la ayuda de la mama y el hermano de Will, Joyce y Jonathan, el jefe de policía de la ciudad Jim Hopper y Nancy que se ha involucrado en todo el asunto, construyen un tanque de privación sensorial en la escuela secundaria Hawkins para permitir que Once amplifique sus poderes para encontrar a Will. Mientras está en la escuela, Mike invita a Once al baile de invierno y los dos comparten su primer beso. Después de escapar de los agentes del laboratorio, Mike y sus amigos ven cómo Once desaparece después de derrotar al Demogorgon, un monstruo proveniente del Upside Down. 
Aunque logran recuperar a Will y volver a una vida normal, la desaparición de Once afecta particularmente a Mike, quien anhela verla una vez más.

### Temporada 2
Hacia octubre de 1984, Mike ha pasado todo el año tratando de comunicarse con Once, sin recibir respuesta. Dustin y Lucas se enamoran de la nueva estudiante, Maxine "Max" Mayfield (Sadie Sink) e intentan que se una a su grupo, a lo que Mike no está de acuerdo, lo que lleva a Mike a abandonar a Dustin, Lucas y Max en la noche de Halloween para acompañar a Will. Al día siguiente en la escuela, Dustin revela la nueva criatura que descubrió a la que llama D'Artagnan. Después de ver a la criatura, Will le confiesa a Mike que la criatura es del Upside Down y que lo vomito en una alucinación. Al mismo tiempo que Mike se enfrenta a sus sentimientos hacia Max, Will pasa por un episodio en el que está poseído por el "Mind Flayer" (Desollamentes). Mike y Will son testigos de cómo los agentes del Laboratorio de Hawkins incendian partes del Upside Down ubicados en túneles subterráneos, lo que hace que Will comience a convulsionarse en el suelo quejándose de quemaduras. Luego, Will es llevado al laboratorio para que pueda recibir tratamiento. Después de escapar de Demodogs (Demodogos) en el laboratorio, se reúnen con Dustin, Lucas, Max, Nancy, el hermano de Will, Jonathan (Charlie Heaton) y el exnovio de Nancy, Steve Harrington (Joe Keery).
La casa de los Byers está rodeada de Demodogos, y Once llega y los erradica. Mike se siente aliviado de que Once esté viva aunque algo enojado con Hopper al revelar que la mantuvo escondida del mundo durante este tiempo. El grupo conforma un plan donde Once se va para cerrar la puerta en el laboratorio, mientras Mike acompaña al grupo que ingresa a los túneles y rocía el centro con gasolina. Meses después de que se cerrara la puerta al Upside Down, Mike asiste al baile de invierno en la escuela con Once, lo que lleva a los dos a compartir un baile y un beso, comenzando su relación.

### Temporada 3
Mike y Once han estado saliendo durante siete meses. Ambos siguen besándose todo el tiempo para consternación de Hopper (David Harbour), quien se ha convertido en el padre adoptivo de Once. Jim, molesto, amenaza a Mike con no reunirse con Ce regularmente y terminará su relación si él no está de acuerdo. Esto lleva a Mike a mentirle a Once y, por lo tanto, ella rompe con él más tarde. Tras no querer jugar DnD con Will, Mike persigue a Will y los dos tienen una discusión en la que Mike dice "no es mi culpa que no te gusten las chicas"; sin saberlo hiere los sentimientos de Will. Cuando va a disculparse, les revela que ha estado sintiendo al Mind Flayer. Durante su investigación, descubre que el huésped del Mind Flayer es Billy, el hermanastro de Max. El grupo intenta descubrir cómo deshacerse de la criatura para siempre y viajan a la casa de Once y Hopper, donde Mike deja escapar que la ama y que no puede volver a perderla. Once encuentra al Mind Flayer y Mike intenta compartir sus sentimientos con ella, pero es interrumpido por Dustin, quien llama a Mike por su walkie-talkie diciendo que está en peligro, pero no puede dar su ubicación antes de que se agoten las baterías. Once lo encuentra a él y a su grupo en el Starcourt Mall.
Mike, Lucas y Will se reconcilian con Dustin. Él, Once y Max están separados de todos los demás cuidado a una Once herida tras pelear con la criatura; logran esconderse antes de que Lucas, Will, Nancy y Jonathan distraigan al Mind Flayer. Billy encuentra a los tres por su cuenta. Deja inconscientes a Mike y Max, y lleva a Once al centro del centro comercial, donde el Mind Flayer ha regresado. Mike y Max recuperan la conciencia para ver al Mind Flayer a punto de matar a Once, pero Billy sacrifica su vida para salvarla. Joyce y Hopper cierran la puerta ubicada en una base rusa dentro del centro comercial. Tres meses después, Once, ahora sin poderes por la herida y acogida por los Byers, se prepara para mudarse de Hawkins. Once le dice a Mike que ella también lo ama y los dos comparten un beso antes de prometer visitarse durante el Día de Acción de Gracias.

### Temporada 4
Para 1986, Mike ahora es parte del club Hellfire; un club dedicado a Dungeons and Dragons en su escuela, junto con Dustin y Lucas, dirigido por Eddie Munson (Joseph Quinn), asistiendo a la campaña final del grupo. Para el receso de primavera, visita a Once y Will en California, donde ella afirma ser feliz y Mike menosprecia a Will cuando explica que Once en realidad está siendo acosada por varias estudiantes. Luego, los dos son testigos de cómo Once ataca a su acosadora principal, lo que provoca tensión en su relación cuando Once siente que Mike la ve como un monstruo y no la ama del todo. Mike luego observa a Once siendo arrestada por el incidente, aunque se entera de que agentes del gobierno la han interceptado y la han llevado al proyecto NINA, un lugar donde pretenden restaurarles los poderes ya que una nueva amenaza del Upside Down ha surgido en Hawkins. Mike se une a Will, Jonathan y su amigo Argyle tanto para encontrar a Once como para volver a Hawkins después de que el ejército estadounidense ataca la casa, y Suzie, la novia de Dustin, los ayuda a encontrar las coordenadas de NINA. 
En el viaje, Will le muestra a Mike una pintura del grupo luchando contra un dragón y le dice a Mike que hace que Once no se sienta como un error y que la pintura fue idea de ella, sin embargo, cuando Mike no presta atención, rompe a llorar, ya que no hablaba de Once sino de él. Todos se reúnen con ella y al no tener tiempo para volver al pueblo, la ayudan a luchar telepáticamente contra Vecna usando un tanque de aislamiento, y cuando ella lucha, Mike la ayuda a dominar a Vecna diciéndole que la ama. Mike luego regresa a Hawkins, donde se reúne con su familia. En un momento, conversa con Will que le dice que puede sentir la presencia de Vecna y que no se detendrá hasta matarlos; Mike le juramenta que juntos lo van a derrotar. Todos se reúnen en la cabaña de Hopper antes de que Will sienta una presencia y descubran que el Upside Down se ha infiltrado en Hawkins.

## Recepción
Mientras clasificaba a los personajes del programa, Evan Romano de Men's Health expresó que Mike es "un personaje realmente genial y es genial verlo en la pantalla". En una revisión de la temporada 3 de Stranger Things, Judy Berman de Time escribió que Wolfhard "mejora cada temporada". Darren Franich de Entertainment Weekly disfrutó la transición de Mike de niño a adolescente en la tercera temporada. Ritwik Mitra de Screen Rant, al hablar de Wolfhard comentó: "el personaje que interpreta es una de las mejores partes del programa" y que "desde la angustia adolescente hasta el desarrollo de una mentalidad protectora, Mike es definitivamente un niño modelo en todos los sentidos y una gran parte de el espectáculo." Liz Shannon Miller, Steve Greene, Hanh Nguyen, Ben Travers de IndieWire dijeron que "su tenacidad para mantener... es un crédito para su carácter. No es de extrañar que sea él en quien Will confía y que intenta luchar contra el Mind Flayer. Mike es un buen tipo para tener de tu lado, sin importar las circunstancias". BuzzFeed dijo que "realmente tuvo un gran proceso de pensamiento cuando se trataba de ayudar a sus amigos y acabar con el Mind Flayer".